# Floresta de várzea

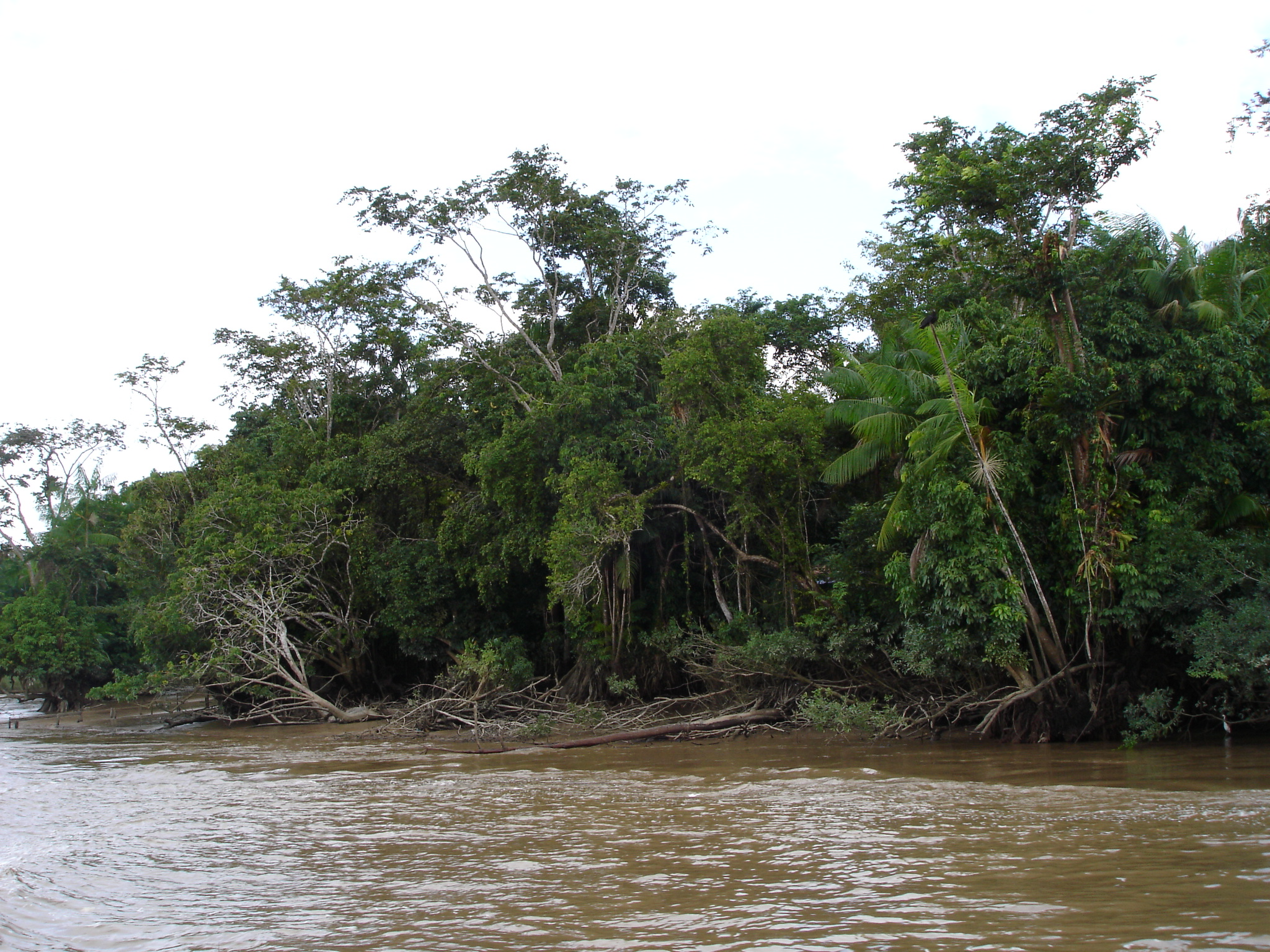
Várzea coberta de árvores no rio Amazonas.

Calcula-se que cerca de 30% da Amazônia é composta por áreas úmidas (AUs). Divididas em diversas categorias (características, tempo de inundação, rios associados), as AUs que ocorrem ao longo dos grandes rios amazônicos são chamadas de áreas alagáveis . Estas áreas são sazonalmente ou periodicamente inundadas (sofre influência do pulso de inundação) quando o nível do rio sobe, decorrente do acúmulo das chuvas e são denominadas várzeas e igapós.  
As Floresta de várzea são banhadas por rios de água branca (barrenta), como por exemplo o rio Amazonas, Madeira e Purus . Possuem essa coloração devido à grande quantidade de material presente em suspensão. São rios com formação geológica recente (erosão dos Andes), e com solos ricos em nutrientes. 

## O tipo de água que inunda as florestas de várzea
A tipologia das águas dos rios amazônicos é baseada em parâmetros físicos e químicos, além da relação geológica e geomorfológica. Sendo assim, os rios de águas brancas são oriundos da drenagem de regiões de cabeceiras, como a Cordilheira dos Andes e os Piemontes Andinos, e diferenciam-se  dos outros tipos de águas amazônicos (como as águas claras do Rio Tapajós e as águas pretas do Rio Negro - igapós) por apresentarem altos valores de turbidez e de concentração de íons (isto é, condutividade elétrica). Além disso, possuem pH neutro e altas concentrações de partículas inorgânicas (como silte e argila). A concentração de matéria orgânica dissolvida é variável nesse tipo de ambiente, o que a diferencia das águas predominantemente ácidas encontradas nos rios de águas pretas . Devido às características mencionadas, as florestas de várzea são ambientes altamente férteis. 

## Classificação
Segundo Prance (1973), a vegetação de várzea se encaixa dentro das florestas de áreas alagáveis periodicamente inundadas.  
Wittmann et al (2010) propuseram uma classificação baseada no gradiente de alagamento e o estágio sucessional das florestas, sendo classificados como:
Várzea baixa: Localiza-se nas áreas mais próximas aos canais dos rios, sendo inundada por longos períodos (até 230 dias por ano), com alturas médias de inundação entre 3,0 e 7,5 metros. Os solos tendem a ser mais arenosos e sujeitos a intensa sedimentação.
·      Florestas com menor diversidade de espécies, dominadas por árvores altamente adaptadas a longas inundações.
Várzea alta: Ocorre em níveis topográficos mais elevados, onde a duração da inundação é inferior a 50 dias por ano e a altura do alagamento geralmente é menor que 3,0 metros. Os solos são mais argilosos, e a deposição de sedimentos é mais lenta.
·   Apresenta a maior diversidade florística, com espécies mais sensíveis à inundação prolongada.
·   Considerada o estágio clímax da sucessão florestal, com árvores de grande porte e sub-bosque denso.
Chavascal: Tipo especial de floresta que se forma em depressões mal drenadas, frequentemente saturadas mesmo durante o período de seca.
·   Caracteriza-se por espécies arbustivas e árvores com adaptações como raízes escoras.
·  O desenvolvimento é lento, com espécies como Symmeria paniculata e Eugenia spp. predominando.
Matupá: Ambientes formados sobre ilhas flutuantes de material orgânico em lagos permanentes.
·     A vegetação inclui espécies como Montrichardia arborescens e Cecropia latiloba, que ajudam a estabilizar a ilha.
·         Esses ambientes são instáveis e sujeitos a destruição por eventos hidrológicos extremos.
Sucessão primária e secundária: A sucessão florestal nas várzeas ocorre principalmente em dois tipos:
·    Ao longo de canais de rios, com colonização inicial por pioneiras e progressão para florestas maduras.
·        Em lagos e depressões, com vegetação arbustiva adaptada a solos mal drenados e baixa taxa de sedimentação.

Ainda, áreas intermediárias a várzeas e igapós podem ser classificadas como:
Páleo-várzeas
Localização: Região equatorial e ocidental da Amazônia, especialmente ao longo dos rios Coarí, Jutaí, Tefé, Purus, Japurá e diversos lagos.
Origem: Correspondem a antigas áreas de várzea que foram sedimentadas em períodos interglaciais.
Características:
·     Solos com composição intermediária entre várzea e igapó, especialmente quanto aos principais cátions (Ca, Mg, Na e K).
·         Maior desgaste das rochas do que em várzeas atuais, mas menor que em igapós.
·         Apresentam fertilidade do solo e da água moderada.
Importância ecológica: Abrigam vegetação e fauna adaptadas a condições hidrológicas distintas, servindo de habitat intermediário.
Várzeas de Maré (ou Várzea Tidal)
Localização: Região do estuário do Rio Amazonas, incluindo a Ilha de Marajó e os estuários dos rios Pará e Tocantins.
Influência hidrológica: Sofrem inundações diárias causadas pela maré, com alta frequência e curta duração, em contraste com as inundações prolongadas das várzeas da alta Amazônia.
Tipos de água: Em áreas mais próximas ao mar: águas salobras e marinhas, com presença de manguezais.
Em áreas internas do estuário: várzeas com águas doces, mas ainda influenciadas pelas marés (várzeas de maré propriamente ditas).
Importância ecológica: Servem como berçários naturais para uma grande diversidade de espécies (insetos, peixes, crustáceos, aves e mamíferos), tanto residentes quanto migratórias.
Na classificação do IBGE (2012), pode ser enquadrada nas categorias floresta ombrófila densa aluvial e floresta ombrófila aberta aluvial. 

## Fauna e flora

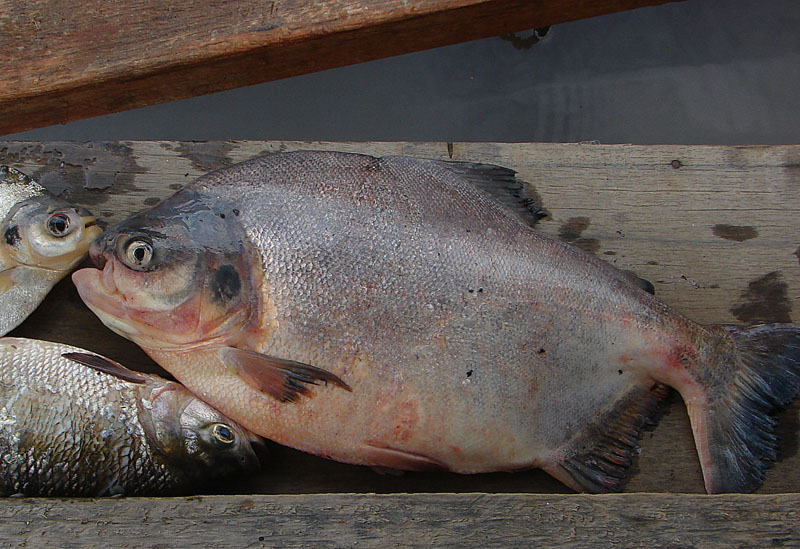
O pirapitinga é uma espécie de peixes que se alimenta de frutos na floresta de várzea

A fauna de peixes que habitam na região é extensa. Na época das inundações, os peixes conseguem adentrar na floresta, encontrando abrigo e abundância de nutrientes. Além disso, nessa época do ano, estes peixes são conhecidos por comerem frutos. Na época de seca, os peixes são obrigados a retornar para rios ou lagos remanescentes. As ordens de peixe que apresentam maiores riquezas em áreas de várzea são siluriformes (~209 espécies) e Characiformes (~185 espécies), seguidas de Gymnotiformes (~78 espécies)
A floresta de várzea apresenta menor diversidade de plantas do que a floresta em terra firme, pois poucas espécies conseguem sobreviver às inundações sazonais. As várzeas possuem cerca de 51% das espécies de áreas alagáveis, sendo 154 espécies exclusivas.
As herbáceas aquáticas desempenham papel importante nas várzeas, atuando na retenção de sedimento, evitando a erosão e promovendo os primeiros passos na sucessão primária deste ambiente. Espécies de gramíneas, como Paspalum fasciculatum (cresce durante a fase terrestre) e Echinochloa polystachya (cresce na fase aquática e terrestre), podem atingir até  57 t ha-1 e 80 t ha-1 de biomassa respectivamente.  Além disso, E. polystachya é conhecida por ser uma das plantas mais produtivas da Amazônia, atingindo cerca de 100 t ha-1 por ano . 
As macrófitas também são importantes nas várzeas por servirem de alimento para diversos organismos, como peixes, insetos, caramujos, aves, capivaras e pelo peixe-boi . Também servem de abrigo e local de desova para aves, peixes e répteis.
Já as epífitas vasculares desempenham um papel crucial na biodiversidade das florestas tropicais, incluindo as florestas de várzea da Amazônia. Essas plantas, que vivem sobre outras plantas sem parasitá-las, também são importantes para a estrutura e funcionamento dos ecossistemas florestais. A floresta de várzea apresenta maior riqueza de espécies, com mais que o dobro de espécies encontradas em comparação com a floresta de igapó. Em um estudo na Amazônia central, foi possível observar que apenas 15,6% das espécies foram comuns em floresta de igapó e várzea, indicando uma baixa similaridade na composição de espécies entre os dois tipos de floresta .

## Papel ecológico de florestas de várzea
As florestas de várzea desempenham um papel crucial tanto na manutenção da biodiversidade, quanto na economia regional da Amazônia. Em termos ecológicos, essas florestas são conhecidas por sua elevada diversidade florística – podem abrigar até 140 espécies de árvores por hectare , superando as florestas de igapó, que normalmente apresentam menos de 100 espécies por hectare . Essa alta diversidade está relacionada à riqueza em nutrientes trazidos pelos rios de água branca que inundam essas áreas. As plantas possuem adaptações para aumentar as chances de sobrevivência em um ambiente que sofre mudanças ao longo do ano, como por exemplo as lenticelas e caules aeríferos, raizes adventícias e caules aerenquimatosos . 
O pulso de inundação do Rio Amazonas e seus afluentes, é responsável pela dinâmica hidrológica em áreas de várzea, que contribui para processos ecológicos da fauna e flora adaptada a esse tipo de zona úmida . A fauna, especialmente os peixes, apresenta adaptações para sincronizar sua reprodução com os períodos de cheia, quando há maior oferta de abrigo e alimento nas áreas alagadas. As espécies de peixes que interagem com florestas de várzea podem sincronizar a sua reprodução com os períodos de enchentes dos rios, momento em que há maior disponibilidade de alimentos e abrigo em meio as florestas inundadas. 
Além disso, os sedimentos férteis e a água relativamente rica em sais minerais resultam em uma grande capacidade produtiva das várzeas, sendo estas utilizadas há mais de 12 mil anos pela população humana, no começo da colonização da Amazônia Central . As atividades econômicas realizadas por moradores de áreas de floresta de várzea são oriundas do extrativismo de recursos naturais. Apesar dos solos férteis, o papel da várzea para a produção agropecuária é relativamente pequeno e somente de importância local pelas seguintes razões: 1. o pulso de inundação determina e restringe a época de produção e não permite a previsão de um abastecimento dos consumidores para o ano inteiro; 2. secas e enchentes extremas criam riscos imprevisíveis para a cadeia produtiva. 
Historicamente, antes da construção das grandes rodovias na Amazônia, boa parte da exploração de madeira ocorreu nas várzeas, com início da exploração há mais de 300 anos . Essa exploração nas várzeas aumentou durante o Ciclo da Borracha (c. 1880–1920), devido a alta demanda por madeira e lenha para navegação a vapor e vulcanização do látex.

## Recursos naturais
As florestas de várzea são fontes ricas de recursos naturais que sustentam tanto a economia local quanto a segurança alimentar da população amazônica. Os principais recursos são:
- Madeira: As várzeas possuem alto potencial madeireiro, com diversidade de espécies comerciais e facilidade de transporte pelos rios. Essa atividade, embora lucrativa, tem histórico de exploração insustentável e ilegal [18]. No entanto, esforços recentes vêm promovendo manejo florestal comunitário e sustentável, inclusive com a Instrução Normativa (IN n° 009) para o manejo florestal em ecossistema de várzea no estado do Amazonas [17], que regula ciclos e diâmetros de corte com base nas taxas de crescimento e na densidade da madeira de cada espécie .
- Produtos florestais não madeireiros (PFNM): Incluem frutos comestíveis, palmitos, fibras, óleos, resinas, plantas medicinais, entre outros [6]. Esses produtos têm potencial econômico comparável ao da madeira, mas com menor impacto ambiental.
- Pesca artesanal: É a principal atividade econômica de famílias ribeirinhas, especialmente na região do Médio Solimões[19]. Os ricos recursos pesqueiros das várzeas abastecem tanto populações locais quanto centros urbanos [20].
- Cultivos: O tempo produtivo para a agricultura varia entre 4-8 meses por ano. Os produtos principais são hortaliças e frutas, cuja produção é restrita às áreas perto dos centros urbanos. O principal alimento básico é a mandioca. O açaí, por exemplo, é uma cultura de destaque em áreas de várzea, com grande importância econômica regional [21].

Esses recursos naturais sustentam uma economia baseada no extrativismo tradicional, que pode ser tanto uma ameaça quanto uma oportunidade para a conservação, a depender da forma como é conduzida.

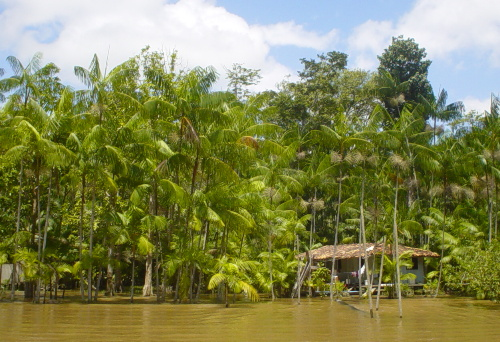
Floresta inundável de açaí